# Myidae
Los míidos (Myidae) son una familia de moluscos bivalvos perteneciente al orden Myoida. Los especímenes de la familia Myidae son comúnmente denominados myas.
Habitan las aguas poco profundas del Atlántico septentrional. Suelen encontrarse por la costa norte de Estados Unidos, aunque también han sido introducidos en diversas zonas litorales del Pacífico. Frente a las costas de Islandia y Groenlandia abunda una variedad llamada comúnmente "mya truncada".
Las myas son ampliamente consumidas en toda América del Norte.

## Género
- Cryptomya (Conrad, 1848)
  - Cryptomya californica (Conrad, 1837)
- Mya Linnaeus, 1758
  - Mya arenaria Linnaeus, 1758
  - Mya baxteri Coan y Scott, 1997
  - Mya elegans (Eichwald, 1871)
  - Mya japonica Jay, 1856
  - Mya priapus (Tilesius, 1822)
  - Mya profundior Grant y Gale, 1931
  - Mya pseudoarenaria Schlesch, 1931
  - Mya truncata Linnaeus, 1758
  - Mya uzenensis Nomura y Zimbo, 1937
- Paramya Conrad, 1860
  - Paramya subovata (Conrad, 1845)
- Platyodon
  - Platyodon cancellatus (Conrad, 1837)
- Sphenia Turton, 1822
  - Sphenia antillensis Dall y Simpson, 1901
  - Sphenia binghami Turton, 1822
  - Sphenia luticola (Valenciennes, 1846)
  - Sphenia ovoidea Carpenter, 1864
  - Sphenia sincera Hanks and Packer, 1985
  - Sphenia tumida J. E. Lewis, 1968